# Stefania Constantini
Pour les articles homonymes, voir Constantini.
Stefania Constantini (née le 15 avril 1999 à Pieve di Cadore) est une curleuse italienne.

## Carrière
Stefania Constantini est médaillée de bronze par équipe aux Championnats d'Europe de curling 2017 (en) à Saint-Gall.
Elle participe au tournoi de double mixte de curling aux Jeux olympiques d'hiver de 2022 à Pékin avec Amos Mosaner et remporte la médaille d'or.